# Вастцы
Вастцы — деревня в Печорском районе Псковской области России. Входит в состав сельского поселения «Изборская волость».
Расположена в 24 км к юго-востоку от города Печоры и в 2 км к северу от Изборска.

## Население
Численность населения деревни на 2000 год составляет 48 жителей, на 2011 год — 59 жителей.
| 2001 | 2002 | 2010 |
| ---- | ---- | ---- |
| 48   | ↘46  | ↘36  |